# Молочное (Лебединский район)
Молочное (укр. Молочне) — село,
Великовысторопский сельский совет,
Лебединский район,
Сумская область,
Украина.
Село ликвидировано в 1988 году .

## Географическое положение
Село Молочное находится в 1,5 км от правого берега реки Легань.
На расстоянии в 1 км расположены сёла Великий Выстороп и Грядки.
К селу примыкает большой лесной массив (сосна, дуб).

## История
- 1988 — село ликвидировано [1].